# Эгодистоническая половая ориентация
Эгодистоническая половая ориентация —  психическое расстройство, согласно МКБ-10 и МКБ-9-КМ, при котором пациент высказывает стойкое и непреодолимое желание изменить свою сексуальную ориентацию в связи с присоединившимися психологическими нарушениями и расстройствами поведения и может добиваться лечения для такого изменения. Пациент чётко осознаёт свою гомо-, би- или гетеросексуальность, но отказывается принимать её, негативно реагируя агрессией, тревогой, депрессией или страхом.
Психическим расстройством здесь признаётся не сам факт наличия у человека определённой сексуальной ориентации (гомо-, би- или гетеросексуальной), а его внутренняя потребность в изменении этой ориентации и связанные с этим переживания и депрессии. В новой номенклатуре МКБ-11 этот диагноз отсутствует.

## Пояснения
Следует отличать эгодистоническую половую ориентацию от других диагнозов, имеющих сходные симптомы:
| Код   | Диагноз                                               | Пояснение отличий от F66.1                                                                                                 |
| ----- | ----------------------------------------------------- | --- |
| F64.2 | Расстройство половой идентификации в детском возрасте | Это заболевание диагностируется только у детей предпубертатного возраста и не применимо к подросткам, достигшим пубертата. |
| F64.0 | Транссексуализм                                       | При данном диагнозе у пациента возникает желание произвести коррекцию пола.                                                |
| F66.0 | Расстройство сексуального созревания                  | При данном диагнозе у пациента наблюдается сомнения и неуверенность в своей половой или сексуальной идентификации.         |

## Причины и последствия
Эгодистоническая сексуальная ориентация может быть как гомо-, так и гетеросексуальной, а также — бисексуальной. Таким образом, говорят о эгодистонической гомо-, би- или гетеросексуальности.
Другое дело, что в гетеросексистском обществе трудно себе представить реального гетеросексуала, желающего изменить свои сексуальные предпочтения и ищущего психологической и медицинской помощи в связи со своей гетеросексуальностью. Таким образом, на практике эгодистоническая сексуальная ориентация чаще всего наблюдается у гомосексуалов. Пациенты, страдающие этим расстройством, не могут принять в себе свою гомосексуальность, что связано во многом с гетеронормативными стандартами общества и, как следствие, внутренней гомофобией. В результате чего некоторые лица с эгодистонической гомосексуальностью пытаются «вылечиться», вступают в гетеросексуальные отношения, даже создают семьи с партнёрами противоположного пола и заводят детей. Однако, за внешним «излечением» часто скрывается эмоциональная и сексуальная неудовлетворённость, депрессия и социальная изоляция или анонимные однополые сексуальные контакты (что сопряжено с высоким риском заражения инфекциями, передаваемыми половым путём). У части лиц с эгодистонической сексуальной ориентацией мотивом смены ориентации с гомосексуальной на гетеросексуальную выступает не дискриминация социального окружения, а личное неприятие пациентами своей ориентации, например, желание иметь гетеросексуальную семью и детей. Из-за этого внутреннего конфликта могут возникнуть расстройства настроения, которым зачастую сопутствует суицидальное поведение.

## Обследование и лечение
Для диагностики эгодистонической половой ориентации проводятся следующие исследования:
- Исследование сексуальной самоидентификации.
- Исследование особенностей эмоционально-личностной сферы и межличностного взаимодействия.
- Клинико-психопатологическое исследование для исключения шизофрении, шизотипических и шизоаффективных расстройств.

Лечение пациентов направлено на повышение их социально-психологической и сексуальной адаптации и включает психотерапию в индивидуальной, парной, семейной и групповой форме. Если эгодистоническая сексуальная ориентация возникла как одно из проявлений психического расстройства, то проводится лечение основного заболевания.

## Исключение из МКБ-11
В процессе разработки МКБ-11 Всемирной организацией здравоохранения была назначена рабочая группа по классификации сексуальных расстройств и сексуального здоровья. В 2014 году эта группа рекомендовала удалить раздел F66 из-за отсутствия клинической пользы, пользы для общественного здоровья и потенциальных негативных последствий, в том числе использования этой категории для «неэффективного и неэтичного лечения». 
В отношении диагноза эгодистонической половой ориентации рабочая группа отметила, что лесбиянки, геи и бисексуалы часто испытывают более высокий уровень дистресса, чем гетеросексуалы. Но исследования показали, что такой дистресс связан с более высоким уровнем социального отвержения и дискриминации. Однако, дистресс, связанный с социальной стигмой, не может считаться психическим расстройством. В рекомендации рабочей группы приводится аргумент, что стигма в отношении физических болезней и бедности также может вызывать дистресс, но такой дистресс не считается психическим расстройством в соответствии с МКБ. 
Рабочая группа также отметила, что «общественное и политическое неодобрение иногда приводило к злоупотреблению диагнозами — особенно психиатрическими — для преследования, замалчивания или заключения в тюрьму людей, чьё поведение нарушает социальные нормы или бросает вызов существующим структурам власти». В результате был сделан вывод: «C клинической точки зрения, с точки зрения общественного здоровья или исследовательской перспективы, неоправданно, чтоб диагностическая классификация была основана на сексуальной ориентации» и что нужды гомосексуальных и бисексуальных  людей можно рассматривать в рамках других диагностических категорий «в соответствии с надлежащей клинической практикой, существующими принципами прав человека и миссией ВОЗ». 
ВОЗ приняла рекомендации рабочей группы и удалила раздел F66, включая диагноз эго-дистонической сексуальной ориентации. Редакция МКБ-11, утвержденная в 2019 году и вступившая в силу в январе 2022 года, не включает каких-либо диагностических категорий, которые можно применять к людям на основании сексуальной ориентации.